# Ronde van Spanje 2007/Vijfde etappe
De vijfde etappe van de Ronde van Spanje 2007 vond plaats op 5 september 2007 en liep van Cangas de Onís in de provincie Asturië naar Reinosa in Cantabrië. De etappe door heuvelachtig gebied was 157 kilometer lang en telde twee tussensprints en vier beklimmingen; drie van de tweede categorie en een van de eerste categorie.

## Verslag
De etappe begon onrustig met diverse uitlooppogingen. Na 27 kilometer ontsnapten Dimitri Champion en Stéphane Augé, maar hun vlucht zou slechts zo'n twintig kilometer duren. De Spanjaard Ángel Gómez, die deze dag door zijn geboorteregio Cantabrië fietste, liet zich herhaaldelijk van voren zien. Op de eerste klim van de dag ontstond een groepje met onder meer Gómez, Vladimir Karpets, Mauricio Ardila, David de la Fuente en Karsten Kroon. Op de derde beklimming, na ongeveer 100 kilometer koers, maakten Kroon en Gómez zich los van de rest. De Nederlander kwam met 33 seconden voorsprong over de top, maar in de afdaling zou Gómez hem bijhalen. Het peloton reed inmiddels op meer dan twee minuten achterstand. De marge bedroeg aan de voet van de La Palombera, een beklimming van de eerste categorie, bijna vier minuten.
In de beklimming ontdeed Kroon zich van zijn medevluchter. Achter hem werd Ángel Gómez bijgehaald door zijn kopman José Angel Gómez Marchante. Gómez Marchante liep weliswaar langzaam in op Kroon, maar had op de top, op 21 kilometer van de finish, nog 45 seconden achterstand. Het overgebleven peloton lag daar nog anderhalve minuut achter op Kroon. Beide vluchters werden achter in de afdaling bijgehaald, Kroon op slechts vier kilometer van de finish, waarna een groep van ruim negentig renners zich kon opmaken voor de eindsprint. Óscar Freire was een van de sprinters die zich had weten te handhaven in deze groep. Hij won zijn tweede etappe in deze editie van de Vuelta, voor Daniele Bennati en Paolo Bettini.

### Tussensprints
- Eerste tussensprint in Poo de Cabrales, na 27 km: Dimitri Champion
- Tweede tussensprint in Terán, na 110 km: Karsten Kroon

### Beklimmingen
- Collada de la Hoz (2e), na 74 km: Mauricio Ardila
- Collada de Ozalba (2e), na 89 km: David de la Fuente
- Collada de Carmona (2e), na 104 km: Karsten Kroon
- Puerto de Palombera (1e), na 136 km: Karsten Kroon

### Opgaves
- De Portugees Sérgio Paulinho van Discovery Channel ging niet van start.
- De Fransman Giovanni Bernaudeau van Bouygues Télécom was in de vierde etappe al in de problemen en gaf na 30 kilometer koers op.
- Na 132 kilometer staakte de Fransman Rémi Pauriol van Crédit Agricole de strijd.

## Uitslag
| rang | renner           | land      | ploeg                 | tijd      |
| ---- | ---------------- | --------- | --------------------- | --------- |
| 1    | Óscar Freire     | Spanje    | Rabobank              | 4u 07'51" |
| 2    | Daniele Bennati  | Italië    | Lampre-Fondital       | z.t.      |
| 3    | Paolo Bettini    | Italië    | Quick·Step-Innergetic | z.t.      |
| 4    | Philippe Gilbert | België    | La Française des Jeux | z.t.      |
| 5    | Erik Zabel       | Duitsland | Team Milram           | z.t.      |
| 6    | Leonardo Duque   | Colombia  | Cofidis               | z.t.      |
| 7    | Xavier Florencio | Spanje    | Bouygues Télécom      | z.t.      |
| 8    | Josep Jufré      | Spanje    | Predictor-Lotto       | z.t.      |
| 9    | René Mandri      | Estland   | Ag2r Prévoyance       | z.t.      |
| 10   | David García     | Spanje    | Karpin-Galicia        | z.t.      |

## Klassementen

### Algemeen klassement
| rang | renner               | land      | ploeg                | tijd       |
| ---- | -------------------- | --------- | -------------------- | ---------- |
| 1    | Vladimir Jefimkin    | Rusland   | Caisse d'Epargne     | 20u 10'41" |
| 2    | Denis Mensjov        | Rusland   | Rabobank             | op 1'06"   |
| 3    | Carlos Sastre        | Spanje    | Team CSC             | z.t.       |
| 4    | Maxime Monfort       | België    | Cofidis              | z.t.       |
| 5    | Stijn Devolder       | België    | Discovery Channel    | z.t.       |
| 6    | Leonardo Piepoli     | Italië    | Saunier Duval-Prodir | z.t.       |
| 7    | Cadel Evans          | Australië | Predictor-Lotto      | op 1'28"   |
| 8    | Sylvain Chavanel     | Frankrijk | Cofidis              | op 1'33"   |
| 9    | Ezequiel Mosquera    | Spanje    | Karpin-Galicia       | op 1'36"   |
| 10   | Leonardo Bertagnolli | Italië    | Liquigas             | op 1'49"   |

### Puntenklassement
| rang | renner          | land   | ploeg                 | punten |
| ---- | --------------- | ------ | --------------------- | ------ |
| 1    | Óscar Freire    | Spanje | Rabobank              | 90     |
| 2    | Paolo Bettini   | Italië | Quick·Step-Innergetic | 61     |
| 3    | Daniele Bennati | Italië | Lampre                | 47     |

### Bergklassement
| rang | renner            | land    | ploeg                | punten |
| ---- | ----------------- | ------- | -------------------- | ------ |
| 1    | Serafín Martínez  | Spanje  | Karpin-Galicia       | 44     |
| 2    | Vladimir Jefimkin | Rusland | Caisse d'Epargne     | 30     |
| 3    | Leonardo Piepoli  | Italië  | Saunier Duval-Prodir | 29     |

### Combinatieklassement
| rang | renner            | land    | ploeg                | punten |
| ---- | ----------------- | ------- | -------------------- | ------ |
| 1    | Vladimir Jefimkin | Rusland | Caisse d'Epargne     | 13     |
| 2    | Leonardo Piepoli  | Italië  | Saunier Duval-Prodir | 20     |
| 3    | Denis Mensjov     | Rusland | Rabobank             | 26     |

### Ploegenklassement
| rang | ploeg            | land       | tijd       |
| ---- | ---------------- | ---------- | ---------- |
| 1    | Caisse d'Epargne | Spanje     | 60u 36'57" |
| 2    | Liquigas         | Italië     | op 1'10"   |
| 3    | Team CSC         | Denemarken | op 3'16"   |

1e etappe ·
2e etappe ·
3e etappe ·
4e etappe ·
5e etappe ·
6e etappe ·
7e etappe ·
8e etappe ·
9e etappe ·
10e etappe ·
11e etappe ·
12e etappe ·
13e etappe ·
14e etappe ·
15e etappe ·
16e etappe ·
17e etappe ·
18e etappe ·
19e etappe ·
20e etappe ·
21e etappe

Startlijst · Eindstanden · Afbeeldingen